# 25 octobre 1995
Le 25 octobre 1995 est le 298e jour de l'année 1995 du calendrier grégorien. Il s'agit d'un mercredi. 

## Comédie musicale
- Première de la comédie musicale américaine Victor Victoria[1]

## Météorologie
- La température moyenne est de 18 degrés Celsius à New York, aux États-Unis[2].

## Musique
- Sortie du single Body Feels Exit, de la chanteuse japonaise Namie Amuro[3]

## Naissance
- Conchita Campbell, actrice canadienne[4]

## Décès
- Santo D'Amico, auteur italien de bande dessinée[5]
- François Brousse, professeur de philosophie français[6]
- Bobby Riggs, joueur américain de tennis[7]
- Jean Bastide, homme politique français[8]
- Viveca Lindfors, actrice américaino-suédoise[9]